# Josef-Vogl-Technikum
Das Josef-Vogl-Technikum ist eine dem Bayerischen Landesamt für Umwelt angegliederte Forschungseinrichtung im Augsburger Stadtteil Lechhausen, die vor allem Messdaten für gutachterliche Beratungs- oder Vollzugstätigkeiten erhebt.

## Forschungsschwerpunkte
Dem Technikum stehen für praxisorientierte Untersuchungen in Augsburg 200 m² Labor- und 300 m² Technikumsräume sowie 1.000 m² Freifläche zur Verfügung. Daneben verfügt die Einrichtung über Labor- und Emissionsmesswagen sowie über eine mobile Abfallsortieranlage, um aktuelle Daten aus Vor-Ort-Messungen erhalten zu können. Zu den Forschungsschwerpunkten zählen folgende wissenschaftlichen Gebiete:
- Analytik
- Müllzusammensetzung
- Schadstoffmobilität
- Sensorik
- Technische Verfahren

## Geschichte
Die Einrichtung wurde Mitte der 1990er-Jahre gegründet und im Norden Augsburgs unweit der zu dieser Zeit noch im Bau befindlichen Abfallverwertungsanlage eingerichtet. Im September 2001 erhielt das Technikum seinen heutigen Namen nach dem ein Jahr zuvor verstorbenen Gründungspräsident des Bayerischen Landesamtes für Umwelt, Josef Vogl. Die „Taufe“ wurde in einem Festakt mit dem damaligen Staatsminister Werner Schnappauf vollzogen.